# Amber Rudd
Amber Rudd (ur. 1 sierpnia 1963 w Londynie) – brytyjska polityk, była członkini Partii Konserwatywnej. Od 2010 posłanka do Izby Gmin. W latach 2015–2016 minister energii i zmian klimatycznych w drugim gabinecie Davida Camerona. Od 13 lipca 2016 do 29 kwietnia 2018 minister spraw wewnętrznych w gabinecie Theresy May.

## Życiorys

### Wykształcenie i kariera zawodowa
Ukończyła studia historyczne na Uniwersytecie Edynburskim. Przez kolejne trzy dekady pracowała w biznesie, w takich branżach jak: bankowość inwestycyjna, venture capital i executive search. Przez pewien czas była także publicystką ekonomiczną.

### Kariera polityczna
Po raz pierwszy kandydowała do Izby Gmin w 2005, lecz bez powodzenia. W 2010 uzyskała mandat parlamentarny w okręgu wyborczym Hastings and Rye. W 2012 została osobistym sekretarzem parlamentarnym kanclerza skarbu, a w 2012 trafiła do szerokiego składu rządu jako parlamentarny wiceminister w resorcie energetyki i zmian klimatycznych. Po wyborach w 2015, w których uzyskała reelekcją jako posłanka, została awansowana na szefową tego resortu w drugim gabinecie Davida Camerona.
13 lipca 2016 została powołana na stanowisko ministra spraw wewnętrznych w gabinecie Theresy May. 29 kwietnia 2018 w związku ze skandalem dotyczącym polityki emigracyjnej podała się do dymisji z funkcji szefowej MSW, decyzja ta została przyjęta przez premier Theresę May.
W dniach 24 lipca – 7 września 2019 była ministrem pracy i emerytur oraz do spraw kobiet i równości w gabinecie Borisa Johnsona. Zrezygnowała ze stanowiska i członkostwa w Partii Konserwatywnej, protestując przeciwko rządowej strategii wyjścia z Unii Europejskiej oraz przeciwko wykluczeniu z partii parlamentarzystów przeciwnych bezumownemu brexitowi.